# Championnat du Cameroun de football 2019-2020
Navigation
Saison précédente Saison suivante
La saison 2019-2020 du Championnat du Cameroun de football est la 60e édition de la première division camerounaise, la MTN Elite 1.
Pour être conforme au calendrier de la CAF, le championnat change de dates il débute dorénavant en octobre et se termine en mai. Le championnat commence le 18 octobre 2019, mais sera interrompu le 11 mars 2020, après la 28e journée à cause de la pandémie de Covid-19.
Le 14 mai 2020, la FECAFOOT annonce la suspension du championnat, le PWD Bamenda premier au moment de l'interruption est sacré champion du Cameroun, c'est le premier titre du club. Le club aurait dû être relégué la saison passée, mais reste en première division en remplaçant Les Astres Football Club.

## Organisation
Les 18 équipes sont regroupées au sein de deux poules, où chaque équipe affronte tous les adversaires deux fois, à domicile et à l'extérieur. En fin de saison régulière, les trois premiers de poule sont qualifiés pour la phase finale, les derniers de chaque poule sont relégués.

## Les clubs participants
- Fovu Baham
- Coton Sport Football Club de Garoua
- Dragon Yaoundé
- APEJES Football Academy
- Canon Yaoundé - Promu d'Elite 2
- Eding Sport Football Club de la Lékié
- Union des mouvements sportifs de Loum
- Tonnerre Kalara Club de Yaoundé
- Avion Academy
- AS Fortuna
- Union sportive de Douala
- Bamboutos Football Club de Mbouda  - Promu d'Elite 2
- PWD Social Club Bamenda
- Young Sports Academy Bamenda
- Stade Renard de Melong
- Feutcheu FC
- Colombe Sportive du Dja et Lobo
- Panthère sportive du Ndé  - Promu d'Elite 2

## Compétition

### Classement
| Rang | Équipe                             | Pts | J  | G  | N  | P  | Bp | Bc | Diff |
| ---- | ---------------------------------- | --- | -- | -- | -- | -- | -- | -- | ---- |
| 1    | PWD Bamenda                        | 47  | 28 | 13 | 8  | 7  | 36 | 28 | +8   |
| 2    | Coton Sport                        | 46  | 29 | 12 | 10 | 7  | 39 | 29 | +10  |
| 3    | Colombe Sportive du Dja et Lobo    | 45  | 28 | 12 | 9  | 7  | 33 | 27 | +6   |
| 4    | Bamboutos Football Club de MboudaP | 41  | 28 | 9  | 14 | 5  | 30 | 22 | +8   |
| 5    | Feutcheu FC                        | 41  | 28 | 11 | 8  | 9  | 31 | 27 | +4   |
| 6    | YOSA Bamenda                       | 40  | 28 | 11 | 7  | 10 | 39 | 37 | +2   |
| 7    | Fovu Baham                         | 40  | 28 | 11 | 7  | 10 | 29 | 28 | +1   |
| 8    | Union sportive de Douala           | 39  | 28 | 11 | 6  | 11 | 29 | 27 | +2   |
| 9    | UMS Loum T                         | 38  | 28 | 10 | 8  | 10 | 23 | 19 | +4   |
| 10   | Eding Sport FC                     | 38  | 29 | 11 | 5  | 13 | 30 | 43 | -13  |
| 11   | APEJES                             | 37  | 28 | 8  | 13 | 7  | 30 | 33 | -3   |
| 12   | Canon Yaoundé P                    | 36  | 28 | 10 | 6  | 12 | 30 | 30 | 0    |
| 13   | Stade Renard de Melong             | 35  | 28 | 9  | 8  | 11 | 29 | 24 | +5   |
| 14   | AS Fortuna                         | 34  | 28 | 8  | 10 | 10 | 29 | 25 | +4   |
| 15   | Panthère du Ndé P                  | 33  | 28 | 7  | 12 | 9  | 18 | 24 | -6   |
| 16   | Avion Academy                      | 33  | 28 | 9  | 6  | 13 | 24 | 34 | -10  |
| 17   | Tonnerre Kalara Club de Yaoundé    | 32  | 28 | 8  | 8  | 2  | 19 | 32 | -13  |
| 18   | Dragon Club de Yaoundé             | 28  | 28 | 7  | 7  | 14 | 25 | 43 | -18  |

|  | Qualifié pour la Ligue des champions de la CAF 2020-2021.                     |
|  | Qualifié pour la Coupe de la confédération 2020-2021.                         |
|  | Relégué en deuxième division                                                  |
|  | T : Tenant du titre C : Vainqueur de la Coupe du Cameroun P : Promu d'Elite 2 |

- La saison prochaine le championnat passe à 20 équipes.
- La Coupe du Cameroun n'ayant pas été disputée, le vice-champion est qualifié pour la Coupe de la Confédération.

## Bilan de la saison
| Championnat du Cameroun de football 2019-2020 |                          |
| Champion                                      | PWD Bamenda (1er titre)  |
| Coupes et trophées                            |                          |
| Vainqueur de la Coupe du Cameroun 2019-2020   | non disputée             |
| Qualifications continentales                  |                          |
| Ligue des champions de la CAF 2020-2021       | PWD Bamenda              |
| Coupe de la confédération 2020-2021           | Coton Sport              |
| Promotions et relégations                     |                          |
| Promus en MTN Elite 1                         | Yaoundé II FC            |
| Promus en MTN Elite 1                         | Les Astres Football Club |
| Relégués en MTN Elite 2                       | Aucun                    |